# Droga ekspresowa 44 (Izrael)

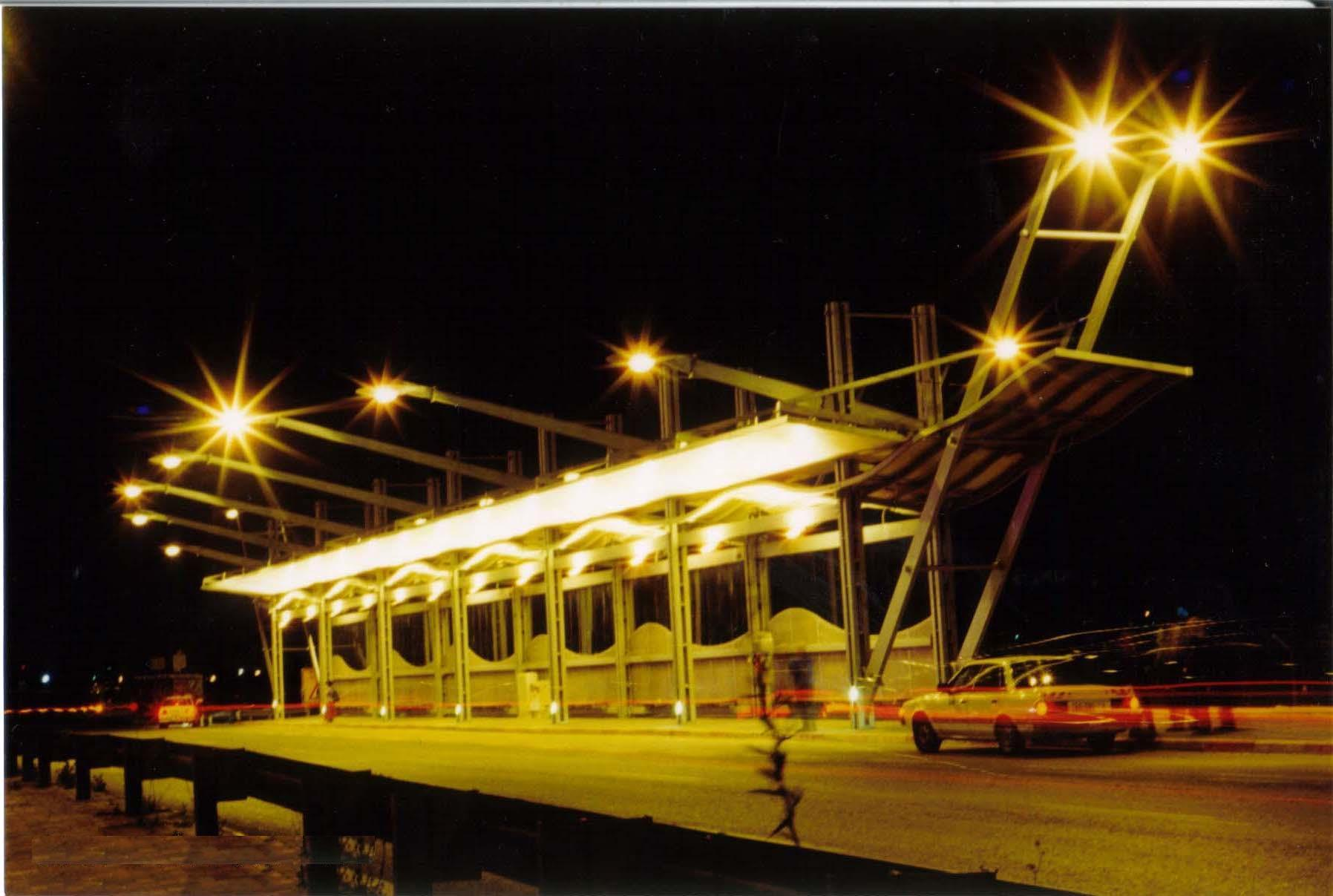
Autobus zatrzymuje się na Droga ekspresowa 44 (Izraela) przez architekta Moti Bodek

Droga ekspresowa 44 (hebr.: כביש 44) – droga ekspresowa w centralnej części Izraela, łączącą miasto Holon i aglomerację miejską Gusz Dan z miastami Ramla i Lod oraz rejonem Szefeli.
Przez wiele lat była to główna droga łącząca Tel Awiw z Jerozolimą, do czasu wybudowania autostrady nr 1 .